# 蓝果丽

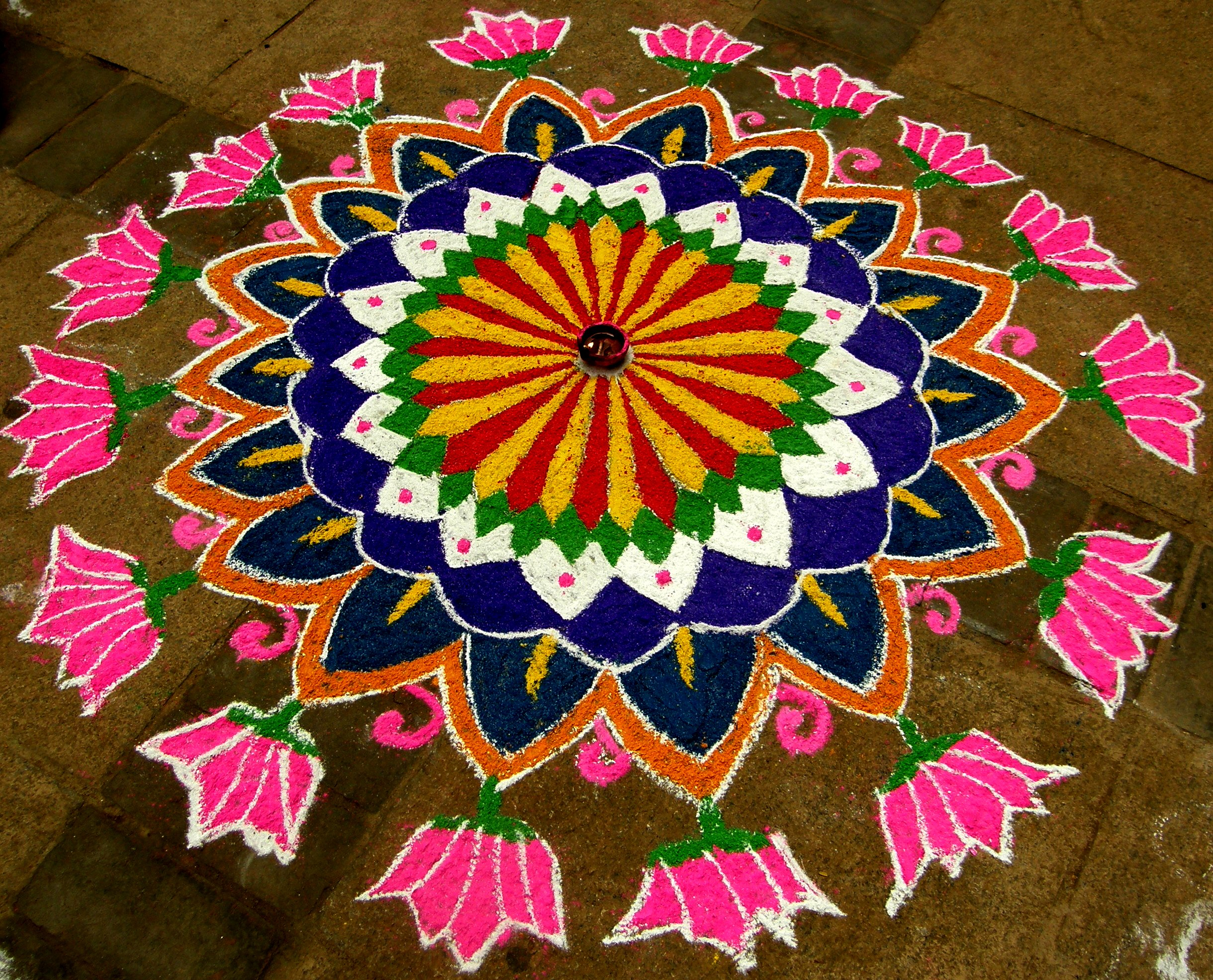
藍果麗

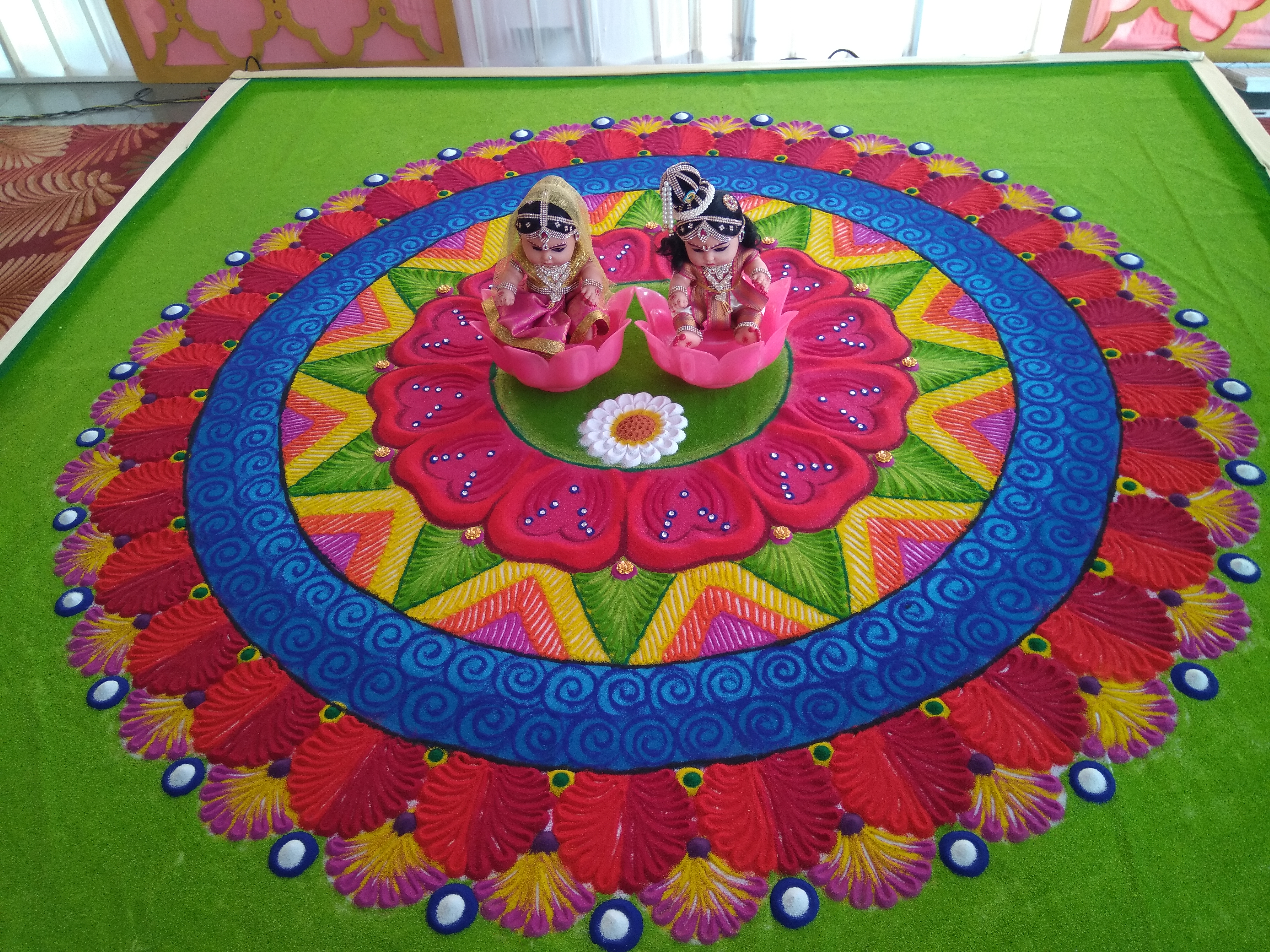
兰戈里装饰着克里希纳和拉妲的偶像

蓝果丽（Rangoli）是印度的一种传统地画艺术，一般用手工绘制于家门口或庙门口。
虽然平日在庙门前也能看见蓝果丽，但只有在称为印度年的排灯节才能看到色彩缤纷的蓝果丽。年前，印度女孩都会在住家门口用她们的巧手绘制各式蓝果丽，她们骨子里的艺术和色彩天才得以充分地发挥。家家户户争艳斗丽只为吸引拉什米（Lakshmi）女财神上门，为来年带来财运。除了画蓝果丽，也少不了点蜡烛、挂灯笼、放鞭炮、开大门、迎财神。
蓝果丽的图案并没有什么特别的规定，可以任意发挥创意，只要能表达心中对来年的美好乞望就行。印度女孩一般会先用白色的画粉画出图案的轮廓，再用鲜艳的彩粉填满不同的区域，这样一完整蓝果丽就形成了。用来绘制蓝果丽的彩粉可以在市场买到，蓝果丽的画笔就用报纸摺个漏斗并放入彩粉即可。